# Patrik Fahlgren
Patrik Fahlgren (Partille, Švedska, 27. lipnja 1985.) je švedski rukometaš i nacionalni reprezentativac. Igra na poziciji srednjeg vanjskog te je trenutno član njemačkog bundesligaša Melsungena.
Za švedsku reprezentaciju je nastupao na svjetskom prvenstvu u Hrvatskoj 2009. te europskim prvenstvima u Austriji 2010. i Danskoj 2014.

## Vanjske poveznice
- Profil rukometaša